# Aminata (roman)
Pour les articles homonymes, voir Aminata.
Aminata est un livre de Lawrence Hill écrit en 2007. Il est inspiré du document historique Book of Negroes rédigé en 1783 et fait lui-même l'objet d'une adaptation en mini-série en 2015.
Le titre original du roman est The Book of Negroes, ou parfois Someone Knows My Name.
Le livre a reçu le Rogers Writers' Trust Fiction Prize (en) en 2007 et le Commonwealth Writers' Prize en 2008.

## Titre
L’auteur du roman explique que le titre qu'il avait choisi pour son troisième livre, The Book of Negroes, a été changé pour les États-Unis, la Nouvelle-Zélande et l’Australie en Someone Knows My Name, car le terme « negroes » a une connotation nettement plus péjorative qu’au Canada, pays qui n’a pas connu le même passé esclavagiste.

## Aperçu
Le roman met en scène un personnage-narrateur nommé Aminata et est découpé en quatre parties. L’intrigue du roman est campée pendant la période de la traite négrière. L’auteur canadien englobe dans son roman les parties clés de l’histoire du commerce des esclaves. Du moment où les noirs sont enlevés et déracinés de leur village jusqu’à la traversée transatlantique et son aboutissement : l’esclavage dans les plantations du Sud des États-Unis. L’auteur raconte l’élaboration du fameux « registre des noirs » sur lequel est inscrit le nom des personnes qui peuvent quitter pour la Nouvelle-Écosse dans le contexte de l’exode des loyalistes noirs pendant la guerre de l’indépendance américaine. A travers le personnage fictif d’Aminata Diallo, narratrice de ce roman d’influence historique, le roman décrit une période méconnue de l’histoire. Il cite dans son roman : « Aminata est le fruit de mon imagination, mais le livre reflète ma compréhension de l’histoire des loyalistes noirs. »

## Contexte historique
Le Book of Negroes (Registre des Noirs) est le document le plus important sur les Noirs vivant en Amérique du Nord à la fin du XVIIIe siècle. Ce registre répertorie les hommes, femmes et enfants noirs libres ayant servi ou vécu aux côtés des britannique lors de la guerre d’indépendance américaine. On retrouve sur ce registre le nom des 3000 loyalistes noirs qui quitteront majoritairement pour la Nouvelle-Écosse ainsi qu’une brève description de ceux-ci. Il est à noter que certains des loyalistes blancs quittent New York pour la Nouvelle-Écosse accompagnés de leurs esclaves noirs. On retrouve donc en même temps, à cette période, des noirs libres et des esclaves en Nouvelle-Écosse. Le roman met en scène Aminata, responsable d’inscrire les noms des esclaves affranchis y compris le sien dans ce manuscrit.

## Résumé

### Le départ du continent africain
La narratrice du roman, Aminata Diallo, est une africaine de confession musulmane venant de la région de Bayo en Afrique de l’Ouest. Elle vit paisiblement dans son village enveloppé de la chaleureuse tendresse et amour de ses parents.
Le livre débute en 1745 lorsqu’elle a 11 ans. Elle est kidnappée lors d’une sortie en famille vers un village voisin où Aminata a l’habitude d’accompagner sa mère pour l’assister lors d’accouchements.
La petite Aminata est kidnappée par des trafiquants européens spécialisés dans le commerce des esclaves. Elle se retrouve rapidement enchainée aux pieds, au cou ainsi qu’aux personnes capturées comme elle. Un convoi de personnes s’agrandit au fur et à mesure qu’ils traversent les différentes parties du territoire africain. Elle se lie d’amitié avec un jeune Africain nommé Chekura, forcé d’assister les trafiquants lors de la grande marche vers la côte de l’Atlantique. Ce groupe marche pendant plusieurs mois avant d’atteindre le bord de l’eau où des navires les attendent. Des vaisseaux négriers déjà rempli d’hommes, de femmes et d’enfants qui traverseront sous peu l’Atlantique vers l’Amérique où un destin inconnu les attend. Une fois montée à bord, elle est surprise d’apercevoir Chekura à ses côtés, prisonnier comme elle. Elle se promet alors qu’elle reviendra un jour chez elle, à Bayo.

### La traversée transatlantique
Une traversée transatlantique pénible où cette petite africaine est témoin des conditions atroces de détention des hommes prisonniers dans les cales du navire et de la cruauté de l’homme blanc envers l’homme noir. Aminata remarque très rapidement le manque de bienveillance des blancs envers elle-même et ses compatriotes noirs. Ces derniers sont entassés comme du bétail et jetés par-dessus bord avec une facilité déconcertante comme on le ferait pour de la simple marchandise. Une traversée traumatisante et déshumanisante qui dure deux mois.
Aminata se rend rapidement utile pendant la traversée. Elle facilite les communications entre les africains issus de communautés ethniques différentes et également avec les hommes blancs, surnommés toubabs. Sa capacité à dialoguer et traduire en Peul et en Bambara lui donne des privilèges auprès des toubabs et rend sa traversée, à certains moments, plus tolérable.
Avant de continuer leur chemin transatlantique, les vaisseaux négriers font un arrêt sur l’Ile de Bence, plaque tournante du commerce des esclaves. Ils sont alors assignés à différents enclos dans des conditions d’insalubrité abominables, entassés les uns sur les autres en attente d’être marqués au fer des initiales du propriétaire de la compagnie de traite.

### L’esclavage dans les plantations
Son bateau accoste ensuite en Caroline du Sud et elle est séparée des siens car elle est vendue à Robinson Appleby, propriétaire d’une plantation d’indigo sur l’Ile de Santa-Helena. Elle y fait la rencontre de Georgia, une esclave qui veille sur Aminata comme une mère. Georgia lui enseigne l’anglais et lui transmet ses connaissances approfondies en botanique. Elle amène Aminata partout, la forme et la chaperonne pour la protéger des mains baladeuses du maître Appleby.
Aminata, petite fille curieuse d’apprendre, se fait remarquer par un autre esclave de la plantation, aussi de confession musulmane, nommé Mamed. Il remarque chez elle un potentiel et lui offre secrètement de lui enseigner à lire et à écrire.
Dès son arrivée en Caroline du Sud, son prénom est changé pour Mina et son nom de famille pour Di, parce que son prénom africain est trop difficile à prononcer pour ses nouveaux compatriotes américains.
Elle vit quelques années sur la plantation de Robinson Appleby où, pendant son adolescence, elle reprend contact avec son vieil ami Chekura, esclave dans une île voisine. Ils entretiennent une relation amoureuse interdite et parfois même périlleuse pour Chekura qui voyage la nuit pour voir sa bien-aimée. Ils arrivent tout de même à se marier et ont un petit garçon au nom de Mamadou en l’honneur de père d’Aminata.
Malheureusement pour Aminata, Appleby apprend qu’elle porte l’enfant d’un esclave d’une autre plantation. Afin de la punir, il l’humilie publiquement en lui rasant la tête devant tous les esclaves de la plantation. Robinson prévient alors que toute personne souhaitant intervenir subira le même sort qu’Aminata. Le petit garçon de la jeune femme est donc vendu en guise de représailles contre sa désobéissance. En effet, les propriétaires des plantations détiennent alors une autorité absolue sur leur propriété et leur progéniture.

### D'esclave à domestique
Amina est par la suite vendue à Solomon Lindo, collègue de travail d’Appleby dans l’industrie de l’indigo. Elle n’est plus esclave, mais plutôt une domestique engagée par Lindo. Libre et respectée dans sa nouvelle demeure, elle a la chance de continuer son éducation. Un lien de confiance se crée et une sincère amitié naît au sein de la famille Lindo avec Aminata. Elle travaille également dans la ville de Charles Town en tant que sage-femme et a la tâche de superviser la comptabilité de Lindo. Malgré la distance qui les séparent et les obstacles qu’il doit braver pour retrouver sa femme, Chekura tient parole et fini toujours par retracer sa femme. Il passe quelque temps avec Aminata à Charles Town avant de repartir pour une période indéterminée laissant Aminata dans le doute de revoir un jour l’homme qu’elle aime.

### Du Sud au Nord
Alors qu’elle suit Lindo à New York pour un voyage d’affaires, elle fait la rencontre de Sam Frances, esclave affranchi de la Jamaïque et propriétaire d’une taverne. Un vent révolutionnaire souffle à New York où les rebelles américains souhaitent se libérer de l’emprise britannique et gouverner à leur guise. Aminata profite du contexte de la guerre de l’Indépendance américaine pour s’enfuir et Lindo repart à Charles Town sans elle, craignant pour sa vie. Les Britanniques, craintifs de l’issue de la guerre, promettent la liberté à tous les Noirs qui acceptent de combattre à leur côté. Aminata reste à New York où elle travaille dans la taverne de Sam et alphabétise des petits groupes d’esclaves affranchis.
Malcom Winters, officier britannique, rencontre Aminata et lui fait part de son projet du  « Registre des Noirs ». Celui-ci veut archiver le nom des noirs qui ont combattu pour le roi d’Angleterre et souhaitent quitter à destination de la Nouvelle-Écosse, lieu où ils seront libres avec une terre cultivable offerte. Aminata est chargée de cette lourde tâche, celle d’enregistrer les noms des loyalistes noirs.
Comme à son habitude, Chekura, informé des déplacements de sa femme, aboutit à New York. Il est affranchi comme Aminata et ils auront pour la première fois l’opportunité de vivre leur intimité sans crainte et d’exprimer leur amour au grand jour. C’est durant cette période qu’Aminata tombe enceinte de leur deuxième enfant.

### Départ vers la Nouvelle-Écosse
Le départ pour la Nouvelle-Écosse se précise mais Aminata arrive seule à Shelburne en Nouvelle-Écosse où elle travaille dans la communauté noire de Birchtown. Son mari Chekura, qui a pris une embarcation différente de celle d’Aminata, ne se rend jamais à destination. Son bateau échoue dans des circonstances nébuleuses.
La communauté noire travaille corps et âme afin de se construire des maisons et survivre dans ce nouveau climat très froid. Le nouveau pays s’avère aussi hostile que les États-Unis. Une tension palpable existe entre les noirs et blancs de cette colonie britannique. Aucune des promesses n’est tenue par les britanniques et la communauté noire de Birchtown s’appauvrit. Aminata accouche d’une petite fille au nom de May et continue à travailler pour sa communauté. Elle se lie d’amitié avec une famille blanche qui développe une affection particulière pour May.
La crise de l’emploi frappe la région de la Nouvelle-Écosse. Les blancs se sentent frustrés que les noirs soient privilégiés dans la sélection et l’embauche. Ils ont un avantage clair compte tenu du fait que les employeurs donnent un salaire nettement inférieur aux noirs. Cet état de fait devient une poudrière et les blancs sèment la pagaille. Des révoltes éclatent et les Néo-Écossais s’en prennent aux noirs. Durant ces révoltes, la famille blanche s’offre de garder la petit May afin de la protéger des pogroms improvisés et violents. Aminata est complétement bouleversée lorsqu’elle se rend à leur maison pour récupérer sa fille et qu’elle retrouve la maison complètement vide. Sa fille a disparu et est introuvable. C’est un des épisodes les plus sombres de la vie d’Aminata. Désemparée et seule, elle n’a plus le goût de vivre. Elle se sent déchirée et sans attache.
L’arrivée d’un jeune officier britannique à Birchtown, John Clackson, donne une lueur d’espoir aux habitants de la communauté. Il annonce qu’il est possible de retourner en Afrique à Sierra Leone où ils pourront jouir de l’exclusivité des terres.  L’officier confie à Aminata la tâche de rassembler les gens qui souhaitent quitter.

### Le retour aux sources
Aminata part pour l’Afrique et participe à la fondation de la ville de Freetown avec ses compatriotes Néo-Écossais à Sierra Leone. Ce n’est pas le paradis promis et les Britanniques y sont toujours présents. La ville est aussi située à quelques mètres d’un poste de traite d’esclaves et les habitants sont témoins des va-et-vient des trafiquants avec leur convois d’esclaves.

### De Bayo à Londres
Elle négocie avec des trafiquants son passage dans les terres intérieures du pays afin de retrouver son village natal. Épuisée et avançant en âge, elle réalise que son voyage est trop dangereux et qu’il est préférable d’accepter l’offre de Clarkson, de le suivre à Londres pour aider le mouvement abolitionniste anglais.
Elle se joint à un groupe d’abolitionnistes blancs qui veulent mettre fin à l’esclavage et lui propose d’écrire son récit afin de dénoncer les atrocités de la traite négrière. Elle est le témoin vivant de l’inhumanité de l’esclavage et pour les abolitionnistes, le meilleur exemple à présenter au gouvernement britannique pour mettre fin à cette aberration.
Londres est sa nouvelle maison où elle enseigne et raconte son récit en tant que grande djéli (conteuse) dans les écoles, églises et événements noirs londonien. Lors d’une conférence, sa fille May la reconnaît et le livre se termine sur ces grandes retrouvailles.